# Альціон-галатея біяцький
Альціо́н-галатея біяцький (Tanysiptera riedelii) — вид сиворакшоподібних птахів родини рибалочкових (Alcedinidae). Ендемік Індонезії.

## Опис
Довжина птаха становить 36-37 см, враховуючи довгий хвіст, вага 55-72 г. Тім'я, лоб і шия яскраво-блакитні, верхня частина тіла темно-синя, хвіст і надхвістя білі. Центральні стернові пера видовжені, довші за крайні пера на 15-16 см, білі біля основи, блакитні в центральній вузькій частині, з білими широкими кінчиками. Нижня частина тіла біла. Дзьоб оранжево-червона, райдужки темно-карі, лапи зеленувато-сірі або охристі. У молодих птахів верхня частина тіла є більш темною, хвіст короткий, світлий, дзьоб темно-коричневий.

## Поширення і екологія
Біяцькі альціони-галатеї є ендеміками острова Біак. Вони живуть у вологих рівнинних тропічних лісах, на берегах струмків і озер. Зустрічаються на висоті до 300 м над рівнем моря. Живляться комахами і червами, яких ловлять на землі.

## Збереження
МСОП класифікує стан збереження цього виду як близький до загрозливого. Біяцьким альціонам-галанеям загрожує знищення природного середовища.